# Rudolf Zetterquist
Rudolf Fredrik Emanuel Zetterquist, född 10 juni 1905 i Längbro församling, Örebro län, död 22 juni 1973 i Skara, var en svensk präst och psalmförfattare.
Zetterquist prästvigdes i Strängnäs 1929. Han var kyrkoherde i Lilla Malma församling i Strängnäs stift 1946–1964. Zetterquist skrev diktsamlingarna Klocktornet (1939), Där daggen föll (1953) och Vårvaka (1964).
Han finns representerad i Den svenska psalmboken 1986 med originaltexten till en psalm (nr 574). Texten tonsattes av professor och kyrkomusiker Oskar Lindberg 1937.

## Psalmer
- Herren starka män behöver (nr 570 i Sånger och psalmer 1951) skriven 1934
- Jesu, tänk på mig (1937 nr 388, 1986 nr 574) skriven 1936